# Río Ladrillar
El Ladrillar es un río afluente del Alagón por su margen derecha, en las provincias de Cáceres y Salamanca, España.

## Curso
Nace cerca de Riomalo de Arriba y desemboca cerca de Riomalo de Abajo.
Pasa por Riomalo de Arriba, Ladrillar, Cabezo, Las Mestas y Riomalo de Abajo. Todas estas localidades pertenecen al término municipal de Ladrillar excepto Riomalo de Abajo que pertenece al de Caminomorisco. El Ladrillar antiguamente también era conocido como río Malo, de ahí el nombre de las localidades donde nace y desemboca. Esto era debido al poder destructivo de las lluvias que acababan en el Ladrillar después de erosionar los valles.

## Afluentes
El principal afluente es el río Batuecas que se une a él por su izquierda cerca de Las Mestas.